# Cupropearceïta
La cupropearceïta és un mineral de la classe dels sulfurs, que pertany al grup de la pearceïta-polibasita.

## Característiques
La cupropearceïta és un sulfur de fórmula química [Cu₆As₂S₇][Ag9CuS₄]. Va ser aprovada com a espècie vàlida per l'Associació Mineralògica Internacional l'any 2007. Cristal·litza en el sistema trigonal.
Segons la classificació de Nickel-Strunz, la cupropearceïta pertany a «02.G - Nesosulfarsenits, etc. amb S addicional» juntament amb els següents minerals: argentotennantita, freibergita, giraudita, goldfieldita, hakita, tennantita, tetraedrita, selenoestefanita, estefanita, pearceïta, polibasita, selenopolibasita, cupropolibasita i galkhaïta.

## Formació i jaciments
Va ser descoberta al dipòsit de Sarbaiskoe, localitzat a Rudny, a la província de Kostanai, Kazakhstan. Posteriorment també ha estat descrita a la localitat de Reith (Tirol, Àustria), a Vrančice (República Txeca) i al Tsumeb (Namíbia).